# X Club

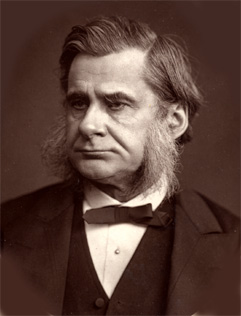
Thomas Henry Huxley, o iniciador do X Club, cerca de 1880.

O X club foi um círculo social de nove homens que apoiavam as teorias de selecção natural e liberalismo académico, na Inglaterra da época vitoriana. Thomas Henry Huxley foi o seu iniciador: convocou o primeiro encontro para 3 de Novembro de 1864.
O clube encontrava-se em Londres uma vez por mês, excepto em Julho, Agosto e Setembro, desde Novembro de 1864 até Março de 1893 e pensa-se que os seus membros tenham tido muita influência no pensamento científico. Os membros do clube eram George Busk, Edward Frankland, Thomas Archer Hirst, Joseph Dalton Hooker, Thomas Henry Huxley, John Lubbock, Herbert Spencer, William Spottiswoode e John Tyndall.
Os nove homens já se conheciam bem uns aos outros. Nos anos de 1860, as amizades tornaram o grupo numa rede social e muitas vezes jantavam e iam de férias juntos. Depois da On the Origin of Species de Charles Darwin ter sido publicada em 1859, os membros começaram a trabalhar em conjunto para ajudar a causa.